# Molly Malone Cook
Molly Malone Cook (San Francisco, 5 gennaio 1925 – Provincetown, 25 agosto 2005) è stata una fotografa statunitense.
Nonostante sia stata fotografa professionista solo per un breve periodo, ha lasciato una vasta collezione di fotografie stampate e negativi, scattate durante la sua vita. Ha lavorato e fotografato dozzine di artisti iconici e volti famosi come Lorraine Hansberry, Norman Mailer, Eleanor Roosevelt e John Waters.

## Biografia
L'interesse di Cook per la fotografia è iniziato mentre lavorava per il governo degli Stati Uniti in Europa. Al suo ritorno negli Stati Uniti divenne una delle prime fotografe per The Village Voice, una pubblicazione settimanale alternativa, nata nel 1955 e durata fino al 2018, che fungeva da piattaforma per i creativi di New York. Durante la creazione di contenuti per la pubblicazione, Cook ha fotografato il poeta Jean Cocteau, il drammaturgo Loraine Hansberry, Eleanor Roosevelt, Robert Motherwell, lo scrittore Norman Mailer e molti altri famosi artisti, scrittori e icone del periodo.
Dopo esseri trasferita con la sua compagna a Provincetown, nel Massachusetts, negli anni '60 aprì la prima galleria fotografica sulla costa orientale: lo studio VII Photographers. Questo studio rappresentava molti fotografi di successo come Berenice Abbott, Eugène Atget, Edward Steichen, Harry Callahan e Minor White, e vendeva stampe di Ansel Adams per soli 35 $. All'epoca, la fotografia era considerata una forma d'arte solo da una piccola comunità e, sebbene i patrocinatori fossero frequenti, lo studio non poteva essere sostenuto finanziariamente, cosicché Cook dovette chiudere i battenti solo pochi anni dopo l'apertura.
Aprì in seguito l'East End Bookshop, nel quale rifornì selettivamente gli scaffali in base al suo giudizio personale sulla qualità della letteratura. Nel 1966 assunse il famoso regista americano John Waters, con il quale avrebbe mantenuto una relazione per oltre 40 anni. Quando la sua salute iniziò a mostrare segni di declino nel 1969, Cook chiuse la libreria.
Negli anni '70 divenne agente letteraria della sua compagna Mary Oliver, tra gli altri, nonché assistente di Norman Mailer. Mentre era agente di Oliver, ogni volta che riceveva una proposta si comportava come se lei e molti altri editori si contendessero le sue opere.

### Vita privata
Dopo il loro primo incontro, avvenuto nella casa della poetessa Edna St. Vincent Millay, alla fine degli anni '50, Molly e Mary vissero insieme a Provincetown, nel Massachusetts. Oliver dedicò molte opere alla compagna e quando ricevette il National Book Award, nel 1992, la ringraziò pubblicamente dicendo: "Molly Malone Cook, il miglior lettore che chiunque possa avere. È la luce della mia vita". Dopo la morte di Cook nel 2005, Oliver ha pubblicato Our World, una raccolta di voci di diario e fotografie di Cook, accompagnata da ricordi, prosa e poesie scritte da lei.
Durante la sua professione, Cook ha sviluppato amicizie con molti artisti statunitensi, come la drammaturga Loraine Hansberry, lo scrittore Norman Mailer e il regista John Waters. Si dice che Waters le abbia portato riviste e giornali a casa, ogni giorno, nell'ultimo periodo della sua malattia.
Essendo stata adottata da bambina, Cook trascorse gran parte della sua vita alla ricerca dei propri antenati; Cook e Oliver visitarono la Virginia diverse volte con questa intenzione. Tra le sue scoperte, venne a conoscenza di essere imparentata con Judith Jefferson, la zia di Thomas Jefferson e riuscì infine ad incontrare i suoi genitori naturali.